# Ligne de la Valteline
La ligne de la Valteline ou ligne de Lecco à Sondrio est une ligne de chemin de fer italien longue d'environ 40 km et électrifiée, située dans le provinces de Lecco et la Valteline (Province de Sondrio). Elle est à voie unique et à écartement standard.